# 1672-es busz
Az 1672-as jelzésű autóbusz országos autóbuszjárat volt Celldömölk és Zalaegerszeg között.
Útvonalhossza Zalaegerszeg felé 87,4 km, Celldömölk felé 95 km volt, menetideje 2 óra 5 perc (125 perc) volt. Munkanapokon egy járatpár szállította az utasokat. 
A 2020. július 1-jei menetrend módosításokkal a Volánbusz Zrt. megszüntette az autóbuszvonalat. A Zalaegerszegre közlekedő járat Sümegig rövidült és átkerült a 7781-es busz menetrendi mezőjébe, a Celldömölkre közlekedő járat megszűnt.

## Megállóhelyei
| 0  | Celldömölk, vasútállomás végállomás           | 32 | 1244, 1663, 1671, 1719, 1848 6760, 6773, 6811, 6812, 6815, 6816, 6819, 6823, 6832, 6833, 6835, 6836, 7993, 7996 személyvonat, Kék Hullám sebesvonat, InterRégió, Bakony InterCity |
| 1  | Celldömölk, Szent Márton patika               | 31 | 6832, 6833, 7996 |
| 2  | Celldömölk, Vasvirág Hotel                    | 30 | 6832, 6833, 7996 |
| 3  | Celldömölk (Alsóság), iskola                  | 29 | 6832, 6833 |
| 4  | Celldömölk (Izsákfa), autóbusz-váróterem      | 28 | 6832, 6833 |
| ∫  | Nemeskocs, Petőfi utca 9.                     | 27 | 6832, 6833 |
| ∫  | Nemeskocs, Petőfi utca 86.                    | 26 | 6832, 6833 |
| ∫  | Boba, Rákóczi utca 103.                       | 25 | 6832, 6833 |
| ∫  | Boba, iskola                                  | 24 | 6832, 6833 |
| 5  | Boba, egyházashetyei elágazás                 | 23 | 6832 |
| 6  | Kemenespálfa, autóbusz-váróterem              | 22 | 6832 |
| 7  | Jánosháza, Körtvélyesi utca                   | 21 | 6832 |
| 8  | Jánosháza, autóbusz-váróterem                 | 20 | 1243, 1664, 1673, 1724, 1725, 1727 6646, 6832, 6836, 6840, 7751, 7781, 7782, 7886 |
| 9  | Jánosháza, vasútállomás                       | 19 | 1664, 1724, 1727 6646, 6832, 6836, 6840, 7751, 7781, 7782, 7886 személyvonat, InterRégió, Göcsej InterCity, Citadella nemzetközi InterCity |
| 10 | Nemeskeresztúr, Csapás                        | 18 | 1664, 1724, 1725, 1727 6840, 7781, 7782 |
| 11 | Rigács-Megyer, vasútállomás bejárati út       | 17 | 1664, 1724, 1725, 1727 7781, 7782 személyvonat |
| 12 | Ukk bejárati út                               | 16 | 1664, 1724, 1725, 1727 7781, 7782 |
| 13 | Zalagyömörő bejárati út                       | 15 | 1664, 1724, 1725, 1727 7781 |
| 14 | Sümeg, autóbusz-állomás                       | 14 | 1212, 1216, 1621, 1639, 1664, 1673, 1710, 1712, 1713, 1724, 1725, 1727, 1737, 1738, 1786, 1793, 1794 6296, 6391, 6395, 7312, 7356, 7387, 7397, 7722, 7736, 7751, 7752, 7753, 7754, 7755, 7757, 7759, 7770, 7771, 7773, 7781, 7782, 7811, 7841, 7842, 7936 |
| 15 | Mihályfa, óhídi elágazás                      | 13 | 1216, 1621, 1713, 1737, 1738, 1786 6296, 6386, 6391, 7387, 7770, 7773 |
| 16 | Szalapa, autóbusz-forduló                     | 12 | 1216, 1621, 1713, 1737, 1786 6296, 6386, 7770, 7773 |
| 17 | Türje, községháza                             | 11 | 1737, 1786 6211, 6320, 7773 |
| 18 | Türje, Kossuth utca                           | 10 | 1786 6320 |
| 19 | Türje, Armafilt                               | 9  | 1737, 1786 6320 |
| 20 | Batyk, posta                                  | 8  | 1737, 1786 6320 |
| 21 | Zalabér, bejárati út                          | 7  | 1621, 1670, 1713, 1737, 1738, 1786 6211, 6213 |
| 22 | Pakod, dötki elágazás                         | 6  | 1621, 1670, 1713, 1737, 1738, 1786 6211, 6213 |
| 23 | Pakod, Rózsa utca                             | 5  | 1621, 1670, 1713, 1737, 1738, 1786 6211, 6213, 6296 |
| 24 | Pókaszepetk, posta                            | 4  | 1621, 1670, 1713, 1737, 1738, 1786 6210, 6211, 6213, 6214, 6296 |
| 25 | Kemendollár, Kossuth utca 30.                 | 3  | 1621, 1670, 1737, 1738, 1786 6210, 6211, 6213, 6296 |
| 26 | Zalaszentiván, Berek csárda                   | 2  | 1621, 1670, 1713, 1737, 1738, 1786 6205, 6210, 6211, 6213, 6296 |
| 27 | Zalaegerszeg (Pózva), Külsőkórház bejárati út | 1  | 3, 3C, 3Y 1621, 1670, 1737, 1738, 1786 6205, 6210, 6213 |
| 28 | Zalaegerszeg, autóbusz-állomás végállomás     | 0  | 2, 2A, 2Y, 5, 5C, 5Y, 9E, 10E, 24, 26, 30, 30A, 30C, 41, C5 1185, 1188, 1190, 1191, 1499, 1503, 1562, 1596, 1621, 1622, 1623, 1625, 1627, 1629, 1639, 1641, 1642, 1665, 1667, 1668, 1670, 1713, 1726, 1737, 1738, 1786, 1808 6200, 6201, 6205, 6210, 6211, 6213, 6214, 6215, 6216, 6217, 6219, 6220, 6221, 6222, 6226, 6230, 6231, 6235, 6237, 6238, 6239, 6240, 6241, 6242, 6243, 6245, 6246, 6247, 6248, 6250, 6255, 6258, 6262, 6268, 6275, 6277, 6278, 6287, 6292, 6296, 6458, 6898 |